# 滋賀県道193号新海上稲葉線
滋賀県道193号新海上稲葉線（しがけんどう193ごう しんがいかみいなばせん）は、滋賀県彦根市を通る一般県道である。

## 概要
彦根市新海町から彦根市上稲葉町に至る。
田附町 - 本庄町間はバイパスが整備され、2007年（平成19年）3月19日より供用されている。

### 路線データ
- 起点：彦根市新海町（新海町交差点、滋賀県道25号彦根近江八幡線交点）
- 終点：彦根市上稲葉町（上稲葉交差点、滋賀県道2号大津能登川長浜線交点）
- 総延長：5.0 km

## 路線状況

### 重複区間
- 滋賀県道194号柳川能登川線（彦根市本庄町）

## 地理

### 通過する自治体
- 彦根市

### 交差する道路
| 交差する道路                                        | 交差する場所 | 交差する場所        |
| --------------------------------------------------- | ------------ | ------------------- |
| 滋賀県道25号彦根近江八幡線 / 湖岸道路＝さざなみ街道 | 新海町       | 新海町交差点 / 起点 |
| 滋賀県道194号柳川能登川線 重複区間起点              | 本庄町       |                     |
| 滋賀県道194号柳川能登川線 重複区間終点              | 本庄町       |                     |
| 滋賀県道2号大津能登川長浜線 / 彦根道＝朝鮮人街道    | 上稲葉町     | 上稲葉交差点 / 終点 |

### 沿線
- 新海海水浴場
- 報恩寺
- NTT西日本 滋賀支店稲枝別館
- 彦根市立稲枝西小学校
- 彦根本庄郵便局